# Municipio de Valmiera
El municipio de Valmieras (en Letón: Valmieras novads) es uno de los 36 municipios de Letonia, que abarca una pequeña porción del territorio de dicho país báltico. Fue creado durante el año 2009 después de una reorganización territorial. La capital es la villa de Kocēni.

## Ciudades y zonas rurales (2009-2021)
- Bērzaines pagasts (zona rural)
- Dikļu pagasts (zona rural)
- Kocēnu pagasts (zona rural)
- Vaidavas pagasts (zona rural)
- Zilākalna pagasts (zona rural)

## Población y territorio
Su población se encuentra compuesta por un total de 7.031 personas (2009). La superficie de este municipio abarca una extensión de territorio de unos 498,1 kilómetros cuadrados. La densidad poblacional es de 14,12 habitantes por cada kilómetro cuadrado.